# Orconectes stannardi
Orconectes stannardi är en kräftdjursart som beskrevs av Page 1985. Orconectes stannardi ingår i släktet Orconectes och familjen Cambaridae. IUCN kategoriserar arten globalt som livskraftig. Inga underarter finns listade i Catalogue of Life.